# Hannu Toivonen
Pour les articles homonymes, voir Toivonen.
Hannu Toivonen (né le 18 mai 1984 à Kalvola en Finlande) est un gardien professionnel de hockey sur glace.

## Carrière en club
Il commence sa carrière avec l'équipe de HPK Hämeenlinna dans le championnat junior de son pays natal en 2001. La même année, même s'il n'est pas titulaire, il joue une dizaine de matchs dans le championnat Élite sénior (SM-liiga).
À la fin de la saison, lors du repêchage d'entrée dans la Ligue nationale de hockey il est choisi par les Bruins de Boston en tant que 29e choix lors de la première ronde. Il reste encore pendant une saison dans son pays avant de rejoindre l'Amérique du Nord et la Ligue américaine de hockey. Il joue alors avec les Bruins de Providence associée à la franchise de Boston.
Au début de la saison 2005-2006, Andrew Raycroft étant blessé, il est aligné en tant que gardien remplaçant de la franchise de la LNH et fait ses débuts dans la grande ligue en octobre 2005 contre les Penguins de Pittsburgh de Sidney Crosby. Il a l'« honneur » d'être le premier gardien de but de la LNH à concéder un but au jeune Crosby. Le 1er décembre, il réalise son premier blanchissage dans la LNH de sa carrière contre les Sénateurs d'Ottawa.
Lors de la saison suivante, il lutte pour avoir une place dans l'effectif des Bruins de la LNH mais finalement jouera la majeure partie de la saison dans la LAH.
En avril 2007, il signe une prolongation de contrat avec les Bruins.
Les Bruins de Boston l'ont échangé au Blues de Saint-Louis en retour du joueur de centre Carl Söderberg le 23 juillet 2007. Le 1er mars 2010, une transaction l'envoie avec Danny Richmond aux Blackhawks de Chicago.

## Carrière internationale
Il joue avec la Finlande lors des compétitions internationales suivantes :
Championnat du monde moins de 18 ans
- 2002. Les finlandais obtiennent la quatrième place.

Championnat du monde junior
- Médaille de bronze 2004